# AD Niterói
Der Associação Desportiva Niterói war ein Fußballverein aus Niterói im brasilianischen Bundesstaat Rio de Janeiro. Der Klub wurde 1944 gegründet und 1983 aufgelöst.

## Geschichte
Der Klub wurde am 11. April 1944 von Mitarbeitern der Cia. Manufatora Fluminense de Tecidos als Manufatora Atlético Clube gegründet. 
Manufatora trat in der Campeonato Fluminense an. Diese konnte der Klub 1958 gewinnen. Der Sieg qualifizierte den Klub an der Teilnahme der Taça Brasil, einem Vorläufer der heutigen nationalen brasilianischen Meisterschaft, des Campeonato Brasileiro de Futebol. In der Taça Brasil 1959 traf der Klub in der Vorrundes der Gruppe Leste auf den Rio Branco AC. Die Spiele verlor man 3:0 und 1:0.
Danach konnte der Klub 1963, 1969, 1970 die Campeonato da Cidade de Niterói, die Stadtmeisterschaft von Niterói, gewinnen. Aber erst 1977 gelang die Wiederholung des Erfolges von 1958. Nachdem die Hin- und Rückspiel 0:0 endeten, gelang im dritten entscheidenden Spiel am 13. November 1977 ein 1:0 über den AD Itaboraí. Im Folgejahr erfolgte die Umbenennung in Associação Desportiva Niterói.
Nach der Vereinigung der Campeonato Fluminense mit der Campeonato Carioca, trat der Klub 1979 erstmalig in der ersten Liga der Carioca an. Aufgrund der Stärke der großen Klubs aus Rio de Janeiro gelang es nicht, sich hier zu etablieren. 1979 und 1980 schloss Niterói den Wettbewerb als letzter ab. Der Klub stieg 1981 ab und stellte 1983 seinen Spielbetrieb ein.

## Trivia
Der Fußballnationalspieler Altair entsprang der Jugend von Manufatora.
2021 erschien der Dokumentarfilm Relembra - Futebol de Operários do Manufatora Atlético Clube über die Geschichte des Klubs.

## Erfolge
- Campeonato Fluminense: 1958[3], 1977[4]
- Campeonato da Cidade de Niterói[5]: 1963, 1969, 1970